# Neudorfer Mühle
Neudorfer Mühle ist ein Wohnplatz der kreisfreien Stadt Ansbach (Mittelfranken, Bayern). Neudorfer Mühle liegt in der Gemarkung Schalkhausen.

## Geografie
Die Einöde besteht aus zwei Wohn- und sieben Nebengebäuden. Sie liegt am Onolzbach und einem namenlosen Bach, der dort als rechter Zufluss des Onolzbachs mündet. Eine Gemeindeverbindungsstraße verläuft nach Neudorf (0,6 km nordwestlich) bzw. zur Scheermühle (1,5 km südöstlich).

## Geschichte
Im Salbuch des Fürstentums Ansbach von 1684 wurde die Neudorfer Mühle aufgelistet. Sie lag im Fraischbezirk des Hofkastenamtes Ansbach. Dieses war zugleich Grundherr des Anwesens. An den Verhältnissen änderte sich bis zum Ende des Alten Reichs nichts. Unter der preußischen Verwaltung (1792–1806) des Fürstentums Ansbach erhielt die Mühle bei der Vergabe der Hausnummern die Nr. 1 des Ortes Neudorf. Von 1797 bis 1808 unterstand der Ort dem Justiz- und Kammeramt Ansbach.
Im Rahmen des Gemeindeedikts wurde die Neudorfer Mühle dem 1808 gebildeten Steuerdistrikt Schalkhausen und der 1811 gegründeten Ruralgemeinde Schalkhausen zugeordnet. Im 19. Jahrhundert gehörten zum Anwesen zahlreiche Parzellen Acker- und Wiesenflächen. In den amtlichen Verzeichnissen nach 1885 wird die Neudorfer Mühle nicht mehr aufgelistet.
Am 1. Juli 1972 wurde die Neudorfer Mühle im Zuge der Gebietsreform in Bayern in die Stadt Ansbach eingegliedert.

### Baudenkmal
- Neudorf 1: ehemalige Wassermühle, Wohn- und Mühlgebäude, eingeschossiger Bau mit Steildach, mit rückwärtigem dreigeschossigem Anbau mit flachem Satteldach, im Kern 16. Jahrhundert, im 18. Jahrhundert erneuert (bezeichnet 1787); Nebengebäude, Scheune und anschließendes Stallgebäude, eingeschossige Satteldachbauten, teilweise Fachwerk, zweite Hälfte 19. Jahrhundert; ehemaliges Austragshaus, zweigeschossiger Satteldachbau, bezeichnet 1859.[8]

### Einwohnerentwicklung
| Jahr      | 001836 | 001840 | 001861 | 001871 | 001885 |
| Einwohner | 6      | 9      | *      | 8      | 15     |
| Häuser    | 1      | 2      |        |        | 2      |
| Quelle    | [ 10 ] | [ 11 ] | [ 12 ] | [ 13 ] | [ 14 ] |

## Religion
Der Ort ist evangelisch-lutherisch geprägt und bis heute nach St. Nikolaus (Schalkhausen) gepfarrt. Die Einwohner römisch-katholischer Konfession sind nach St. Ludwig (Ansbach) gepfarrt.